# ケイジャン・ダーツ

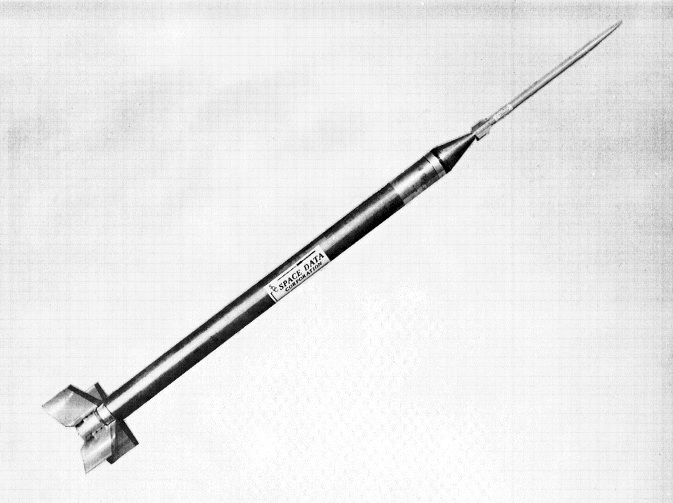
ケイジャン・ダーツ

ケイジャン・ダーツ（英: Cajun Dart）はアメリカ合衆国の観測ロケット。
1964年から1970年にかけて、87回使用された。ケイジャンロケットモーターはディーコンから開発された。

## 性能
- 推力（離陸時）: 36 kN
- 最大到達高度: 74 km
- 重量（離陸時）: 100 kg
- 直径: 0.17 m
- 全長: 4.10 m